# Marija Vučković
Marija Vučković (ur. 3 lipca 1974 w Mostarze) – chorwacka polityk, ekonomistka i działaczka samorządowa, w latach 2016–2019 sekretarz stanu w resorcie rolnictwa, w latach 2019–2024 minister rolnictwa, od 2024 minister ochrony środowiska i zielonej transformacji.

## Życiorys
W 1997 ukończyła ekonomię i finanse na Uniwersytecie w Zagrzebiu, w 2002 uzyskała na tej uczelni magisterium w zakresie makroekonomii. Krótko pracowała jako nauczycielka w szkole średniej. Od 1998 zatrudniona w przedsiębiorstwie Luci Ploče, w latach 2002–2004 i 2005–2009 kierowała działem handlu i finansów. Między tymi okresami zajmowała stanowisko doradcy w ministerstwie spraw zagranicznych i europejskich.
W 2006 wstąpiła do Chorwackiej Wspólnoty Demokratycznej (HDZ), była m.in. przewodniczącą regionalnej organizacji kobiecej partii, a w 2018 została przewodniczącą HDZ w mieście Ploče. W latach 2009–2016 była zastępczynią żupana żupanii dubrownicko-neretwiańskiej.
W 2016 dołączyła do administracji rządowej, wchodząc w skład kierownictwa resortu rozwoju regionalnego. W tym samym roku przeszła na stanowisko sekretarza stanu w ministerstwie rolnictwa. W lipcu 2019 w trakcie rekonstrukcji gabinetu objęła urząd ministra rolnictwa w rządzie Andreja Plenkovicia. W lipcu 2020 w drugim gabinecie dotychczasowego premiera pozostała na zajmowanym stanowisku rządowym. W powołanym w maju 2024 trzecim rządzie lidera HDZ została natomiast ministrem ochrony środowiska i zielonej transformacji.